# معركة قرطاجنة
 معركة قرطاجنة  هي إحدى المعارك التي دارت بين القرطاجيين والرومان في هسبانيا خلال الحرب البونيقية الثانية، والتي استطاع فيها الرومان بقيادة سكيبيو الإفريقي الاستيلاء على مدينة قرطاجنة الجديدة قاعدة القرطاجيين الأساسية في شبه الجزيرة الأيبيرية.

## جغرافيا المكان
كانت مدينة قرطاجنة الجديدة مشيدة على شبه جزيرة يربطها باليابسة مضيق بري من جهة الشرق.

## الوضع الاستراتيجي
في عام 210 ق.م، أبحر سكيبيو الإفريقي مع قوات تعزيز إلى أيبيريا لمساعدة القوات الرومانية هناك. أمضى سكيبيو الشتاء في تجهيز جيشه (30,000 جندي)، والتخطيط للاستيلاء على قرطاجنة الجديدة.
استغل سكيبيو سوء التنظيم بين الجيوش القرطاجية الثلاثة في هسبانيا، فقد كان صدربعل برقا في وسط إسبانيا وماجو برقا بالقرب من جبل طارق، بينما صدربعل جيسكو قرب مصب نهر تاجة، أي أن أقرب جيش على مسيرة 10 أيام من المدينة، لذا قرر سكيبيو مهاجمة المدينة.

## الهجوم
قبل الهجوم، نقل سكيبيو معسكره إلى المضيق البري، وبذلك حاصر المدينة مانعا عنها أي إمدادات برية. أمر سكيبيو الأسطول الروماني بقيادة جايوس لايلوس، أن يحاصر المدينة من جهة البحر، وهكذا منع عنها الإمدادات البحرية، فأصبحت المدينة معزولة تماما.
بعد أن تصدى سكيبيو لهجوم من المدافعين عن المدينة، هاجم بقواته عبر المضيق، وأمر أسطوله بالهجوم عبر البحر. استطاعت حامية المدينة صد الهجوم الأول. لكن سكيبيو جدد الهجوم بمساعدة قوات إضافية، ساعدتها عاصفة جوية تزامنت مع الهجوم، فجعلت المياة ضحلة في الجهة الشمالية، مما مكّن الرومان من مهاجمة القرطاجيين من الجهة الشمالية. وفي الوقت نفسه، استطاع الأسطول اختراق المدينة من الجنوب.

## النتائج
سقطت قرطاجنة الجديدة في أيدي الرومان، الذين استطاعوا بعد فترة وجيزة الاستيلاء على كل الساحل الشرقي لهسبانيا. بسقوط المدينة، استولى الرومان على كميات كبيرة من المؤن، كما سيطروا على مناجم الفضة القريبة من المدينة.

## وصلات خارجية
- (فيديو) وثائقي باللغة العربية عن (قرطاج المحرقة الرومانية)